# Лаймкват
Лаймква́т (лат. Citrus ×floridana, англ. limequat) — растение из рода Цитрус (Citrus) семейства Рутовые (Rutaceae), представляющее собой гибрид лайма (Citrus aurantiifolia) и кумквата (Citrus japonica). Ранее лаймкват выделялся также в отдельный гибридный род × Citrofortunella.
Гибрид выведен в 1909 году. Известно три разновидности — Eustis, Lakeland и Tavares.

## Ботаническое описание

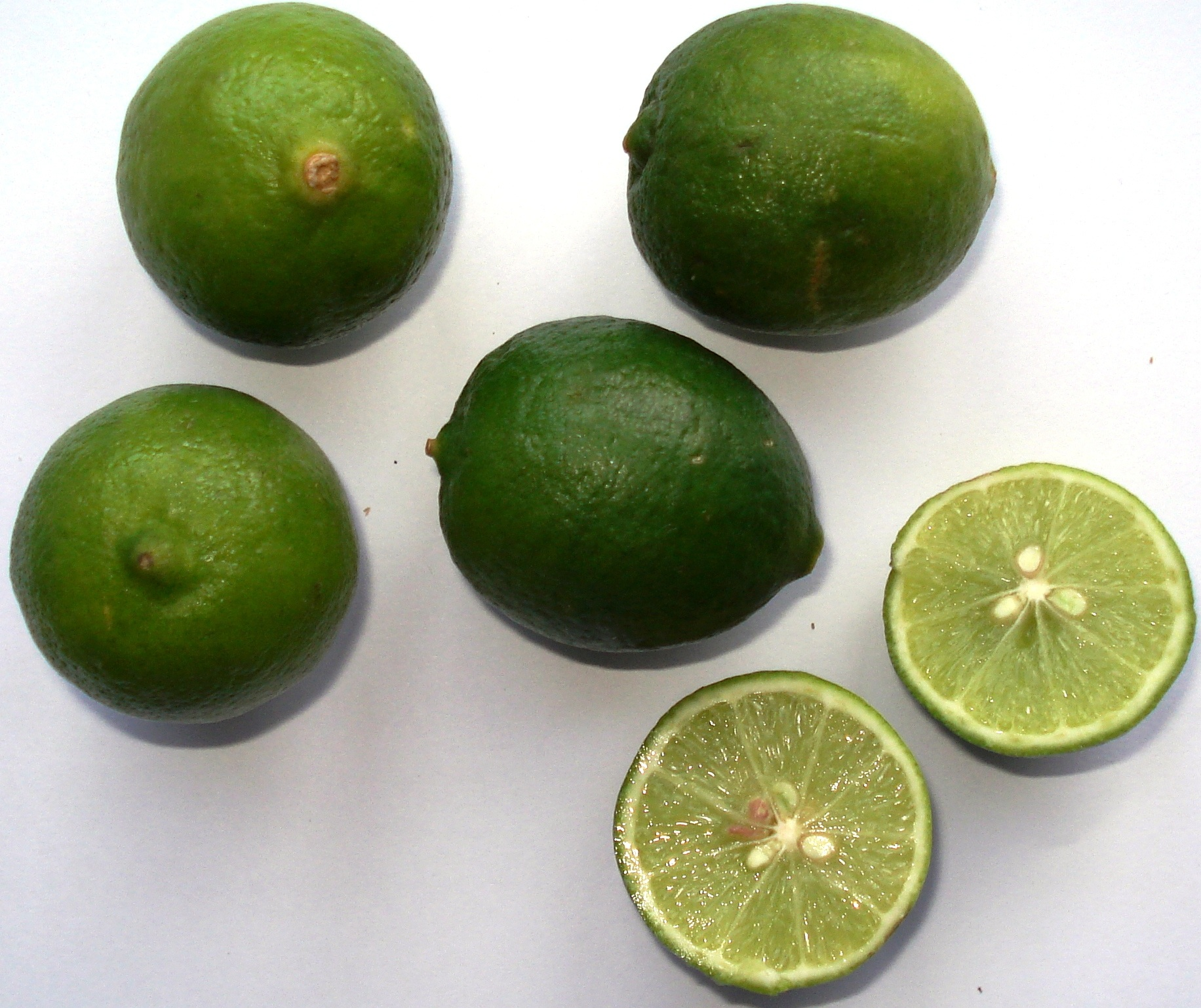
Плоды лаймквата

По размеру, форме и химическому составу плоды лаймквата очень близки плодам лайма; окраска побегов сорта Tavares отличается от других двух (оранжевая у плодов и розовая у цветков). Зелёные плоды по вкусу похожи на лайм, а по мере созревания и желтения они становятся похожими на лимон.
Лаймкват более морозостоек, чем лайм, однако уступает в морозостойкости кумквату.

## Значение
Ни одна из разновидностей лаймквата не добилась коммерческой значимости как пищевой продукт, хотя, как отмечается, лаймкват может быть хорошей заменой лайму. Сорта Eustis и Lakeland могут выращиваться в качестве декоративных и комнатных растений. В кулинарии используют при приготовлении супов, салатов, а в качестве приправы идут к мясу, птице. Из них приготавливают мармелад, добавляют в коктейли.